# علی بحرینی (دیپلمات)
علی بحرینی دیپلمات ایرانی و سفیر و نمایندهٔ دائم ایران در دفتر سازمان ملل در ژنو و معاون مؤسسه مرکز جنوب (South Centre) است.
بحرینی زاده روستای کردوان شهرستان دشتی است. وی دارای پیشینه فعالیت در وزارت امور خارجه بوده و پیش از انتصابش به سمت سفیر ایران در سازمان ملل متحد در ژنو مسئولیت‌هایی مانند: سفیر جمهوری اسلامی ایران اتیوپی، نماینده جمهوری اسلامی ایران در اتحادیه آفریقا، نماینده وزارت امور خارجه در ستاد حقوق بشر قوه قضائیه و ریاست اداره حقوق بشر وزارت امور خارجه را برعهده داشته‌است. او از مرداد ۱۴۰۱ به سمت سفیر ایران در سازمان ملل متحد در ژنو منصوب شد و در زمان سفارتش به‌عنوان رئیس «مجمع اجتماعی» شورای حقوق بشر در سال ۲۰۲۳که این امر با توجه به نقض سیستماتیک حقوق بشر در ایران اعتراض بسیاری از کشورهای دنیا را برانگیخت.